# Рэндлшемский инцидент
Рэндлшемский инцидент (англ. Rendlesham Forest incident) — серия наблюдавшихся необъяснимых огней и предполагаемой посадки НЛО в Рэндлшемском лесу, графство Суффолк, Великобритания, в конце декабря 1980 года, недалеко от базы американских ВВС. Десятки сотрудников базы якобы были свидетелями этих событий в течение двух или трёх дней, наблюдая неопознанный объект треугольной формы, необъяснимые движущиеся огни и, по некоторым сообщениям, инопланетян. По мнению некоторых уфологов, данный инцидент, наряду с событиями в Розуэлле, является одним из самых известных случаев наблюдения НЛО в XX веке и даже получил неофициальное название «британский Розуэлл».

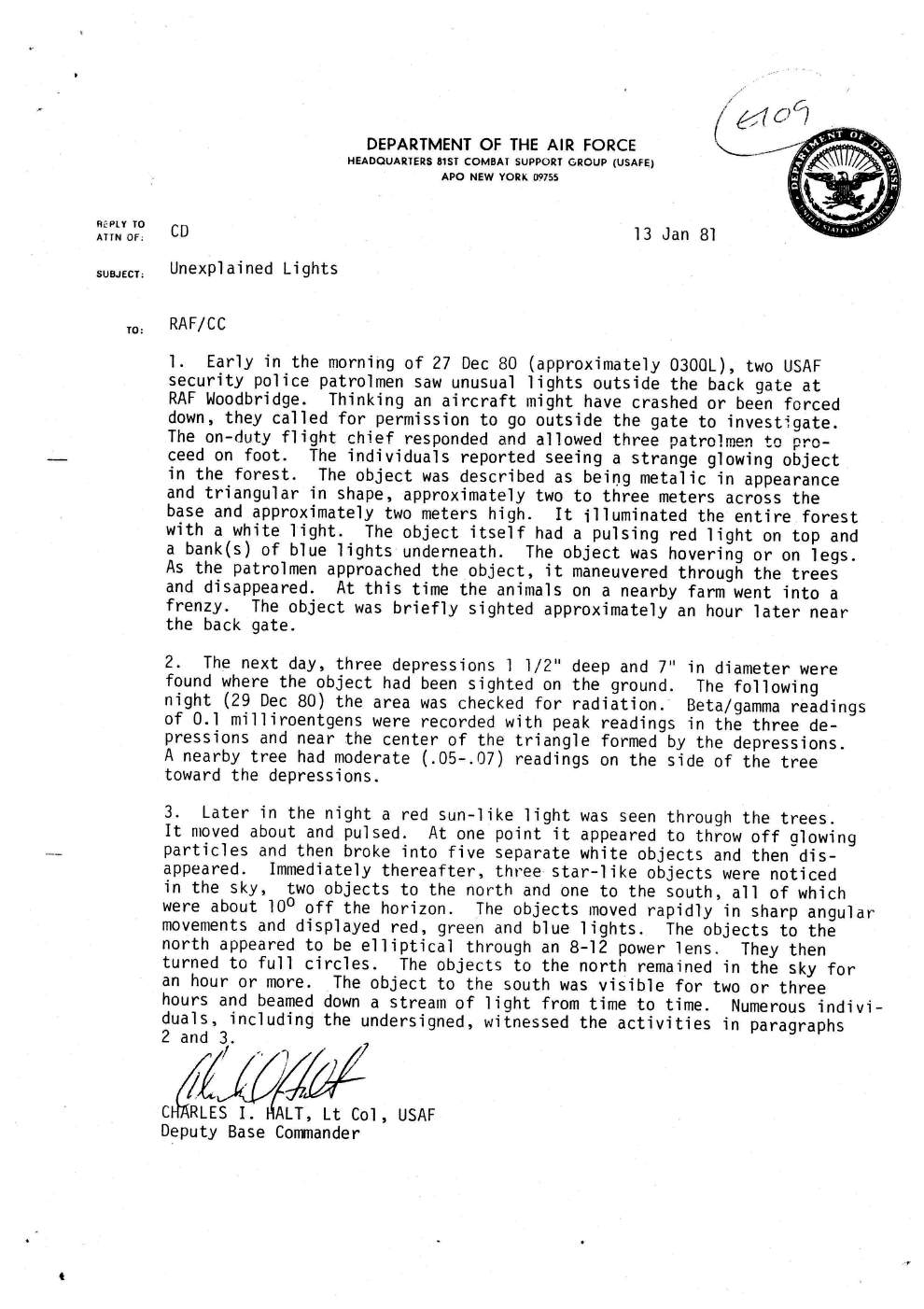
Служебная записка Чарльза Холта Министерству обороны Великобритании

Самым известным свидетелем считается подполковник ВВС США Чарльз Холт. В служебной записке британскому Министерству обороны Холт писал, что ночью 27 декабря военнослужащие увидели недалеко от базы ВВС необычное свечение. Предположив, что оно могло быть результатом крушения воздушного судна, они вышли за пределы базы, чтобы прояснить ситуацию. В лесу они обнаружили странный ярко светящийся металлический объект треугольной формы шириной 2-3 метра и высотой 2 метра. Как только военнослужащие приблизились к объекту, он улетел, маневрируя через деревья. На следующий день на месте происшествия были обнаружены три углубления, предположительно, от шасси аппарата, и была зафиксирована повышенная радиация. Позже той же ночью в лесу наблюдалось движение небольшого красного светящегося объекта, который через какое-то время распался и исчез. В небе были замечены 3 светящихся объекта, которые двигались с большой скоростью, резко меняя направление. Один из объектов время от времени направлял на землю поток света.
Министерство обороны Великобритании отрицало, что эти события представляют какую-то угрозу национальной безопасности, ввиду чего серьёзного расследования инцидента официально никогда не проводилось. Это породило множество слухов в стиле теории заговора на тему того, что американское и британское правительства не желают раскрывать общественности правду. Документы по делу были опубликованы в мае 2001 года, но состояли в основном из внутренней переписки и ответов на вопросы общественности; опубликованные документы содержали пояснения от Министерства обороны, почему инцидент не стали расследовать серьёзно.
Скептическими объяснениями инцидента может служить принятие за НЛО огней маяка Орфорд-Несс или просто ярких звёзд. Существует также немало мнений о том, что вся история с инцидентом является не более чем мистификацией.